# Les Deux Alpes

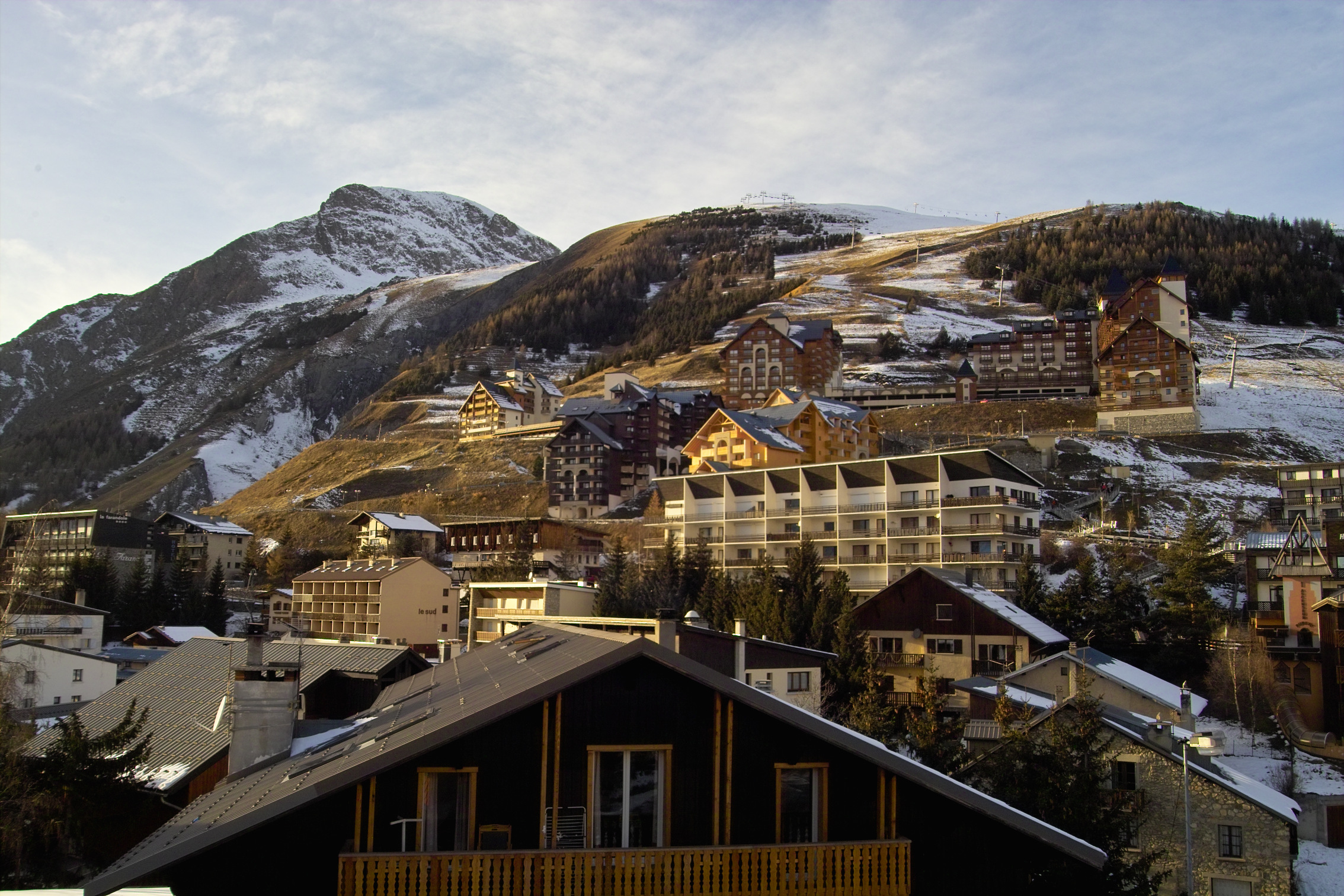

Les Deux Alpes ist eine französische Gemeinde mit 1.920 Einwohnern (Stand: 1. Januar 2022) im Département Isère in der Region Auvergne-Rhône-Alpes; sie gehört zum Arrondissement Grenoble und zum Kanton Oisans-Romanche. 
Zum 1. Januar 2017 wurde Les Deux Alpes als Commune nouvelle aus den bis dahin eigenständigen Gemeinden Mont-de-Lans und Vénosc gebildet.

## Geografie
Les Deux Alpes liegt etwa 35 Kilometer ostsüdöstlich von Grenoble am Vénéon und bildet mit der gleichnamigen Hochalm das bedeutende Wintersportzentrum Les Deux Alpes (Skigebiet). Umgeben wird Les Deux Alpes von den Nachbargemeinden Auris im Norden und Nordwesten, Le Freney-d’Oisans im Norden, Mizoën im Norden und Nordosten, La Grave im Osten und Nordosten, Saint-Christophe-en-Oisans im Osten und Südosten, Valjouffrey im Süden sowie Le Bourg-d’Oisans im Westen.

## Gliederung
| Ortsteil                         | ehemaliger INSEE-Code | Fläche (km²) | Einwohnerzahl (2022) |
| -------------------------------- | --------------------- | ------------ | -------------------- |
| Mont-de-Lans (Verwaltungssitz)00 | 38253                 | 31,66        | 1.097                |
| Vénosc                           | 38534                 | 25,06        | .0823                |

## Sehenswürdigkeiten
- Kirche von Mont-de-Lans mit Turm von 1627
- Kirche in Le Courtil, romanischer Bau, ursprünglich aus dem 9. Jahrhundert
- Kapelle Saint-Sauveur in Le Bourg d’Arud aus dem Jahre 1686
- Kapelle Notre-Dame-des-Sept-Douleurs in Le Sellier aus dem Jahre 1637
- Museum Chasal-Lento in Mont-de-Lans
- Haus La Montagne in Mont-de-Lans

## Persönlichkeiten
- Christelle Guignard (* 1962), Skirennläuferin